# Ctenardisia ovandensis
Ctenardisia ovandensis är en viveväxtart som först beskrevs av C.L. Lundell, och fick sitt nu gällande namn av C.L. Lundell. Ctenardisia ovandensis ingår i släktet Ctenardisia, och familjen viveväxter. Inga underarter finns listade i Catalogue of Life.